# Біллі Вест
Ві́льям Рі́чард Вест («Біллі» Вест, *16 квітня 1952, Детройт) — американський актор озвучування, відомий в основному за озвучуванням таких ролей (основних і другорядних) у мультфільмі Футурама:
- Філіп Дж. Фрай
- Професор Х'юберт Дж. Фарнсворт
- Доктор Джон Зойдберґ
- Запп Бренніґан
- Смітті
- Ролі у мультсеріалі КітПес

Озвучував також персонажа Вуді Вудпекера, дятла, який вміє розмовляти.

## Фільмографія
- 1997-1998 — Чарівний світ Текса Ейвері — Текс Ейвері та Фредді-муха